# 1925年のラジオ (日本)
1925年のラジオ (日本)では、1925年の日本のラジオ番組、その他ラジオ界の動向について記す。

## 主な番組関連の出来事
- 2月28日 - 前年11月29日に設立された社団法人東京放送局、芝浦の東京高等工芸学校に置かれた仮施設の送信施設の審査を逓信省から受け、「すべてが未完成で放送に不適当」と判断される。折衝の結果、当面聴取料を取らない「試験送信」の名目での放送を許可される[1]。
- 3月1日 - 東京放送局、「試験送信」の名目で中波放送を開始[2]。周波数800キロサイクル、出力220ワット[3]。この日には以下のような試験番組が放送される[1]。
  - 9:30 - 海軍軍楽隊の演奏
  - 12:00 - うた沢、三曲
  - 14:00 - イタリアの歌劇団（名称不明）メンバーによる独唱
  - 20:00 - 長唄
- 3月2日 - 東京放送局試験送信2日目。演芸家として初めて、5代目柳亭左楽が落語を演じたが、内容をめぐって逓信省から注意を受ける[1]。
- 3月5日 - 東京放送局試験送信5日目。15時頃と19時頃の2回、予定された番組を中断して火災の発生を報じ、日本初の臨時ニュースとなる[1]。

## 主なその他ラジオ関連の出来事
- 1月10日 - 社団法人名古屋放送局設立[2]。
- 2月28日 - 社団法人大阪放送局設立[2]。
- 3月22日 - 東京放送局、9時30分より中波放送の仮放送（上記仮施設からの本放送）を開始[2][4][5]（放送記念日）。
- 5月10日 - 大阪放送局、高麗橋の三越大阪店屋上に置かれた仮施設より、中波放送の試験放送を開始。周波数375メートル（=779.2キロヘルツ）、出力500ワット[6]。
- 5月22日 - 逓信省、電務局長名で「放送無線電話ノ放送取締事項ニ関スル件」を通達。放送禁止事項を定めたもの。
- 6月1日 - 大阪放送局、中波放送の仮放送を開始[2]。
- 6月23日 - 名古屋放送局、中波放送の試験放送を開始。周波数834キロサイクル、出力1キロワット[7]。
- 7月12日 - 東京放送局、芝・愛宕山に竣工した本局舎より中波放送の本放送を開始[2]。出力を1キロワットに増強[3]。
- 7月15日 - 名古屋放送局、中波放送の本放送を開始。
- 8月 - 東京放送局、すべての聴取契約者を対象に、アンケート形式による「慰安放送種目嗜好調査」を実施[2]。
- 10月31日 - 名古屋放送局、第3師団練兵場で行われた天長節祝賀式の様子を実況。日本初のスタジオ外中継放送。
- 11月15日 - この日より『読売新聞』朝刊の別刷り付録に「ラヂオ版」が加わる。番組表の始まり。

## 開局
- 3月22日 - 社団法人東京放送局（現・NHK放送センター）
- 7月15日 - 社団法人名古屋放送局（現・NHK名古屋放送局）

## 主な放送番組

### 開始番組
※試験送信時の番組を除く。

#### 1925年3月放送開始
東京放送局
- 22日
  - ニュース[8]
  - 天気予報[8]
  - 株式市況
  - 商品市況
- 23日 - 講演[8]

#### 1925年5月放送開始
- 24日
  - 宗教講座[8]
  - 栄養料理献立[8]
  - 日用品物価[8]
- 27日 - 家庭講座[8]

#### 1925年6月放送開始
大阪放送局
- 17日 - 婦人講座

#### 1925年7月放送開始
東京放送局
- 12日 - 子供の時間[9][2]
- 20日 - 英語講座[9][2]

#### 1925年10月放送開始
東京放送局
- 11日 - 日本音楽史講座[10]

#### 1925年12月放送開始
名古屋放送局
- 13日 - 少年課外講座[10]

### 特別番組
- 5月31日 - ラジオ劇『国定忠治』[8]
- 6月14日 - 『不如帰』[9]
- 7月19日 - 『大尉の娘』[9]
- 8月13日 - ラジオドラマ『炭坑の中』[9]